# Feels Like Forever
Feels Like Forever è un singolo del gruppo musicale statunitense Of Mice & Men, il terzo estratto dal loro terzo album Restoring Force, pubblicato il 23 ottobre 2014. Una sua versione dal vivo, estratta dall'album Live at Brixton, è stata pubblicata digitalmente il 13 maggio 2016.

## La canzone
Il brano è la prima canzone scritta dalla band per Restoring Force e l'ultima della tracklist definitiva ad essere stata registrata. Parlando del brano, il cantante Austin Carlile ha detto:
Una versione acustica del brano è stata inserita in Restoring Force: Full Circle, edizione deluxe dell'album originale pubblicata nel 2015.

## Video musicale
Il video ufficiale del brano, pubblicato lo stesso giorno di uscita del singolo, è stato girato a Los Angeles sotto la direzione di Nathan William.
Il video per la versione dal vivo alla Brixton Academy di Londra è stato pubblicato il 13 maggio 2016.

## Tracce
Testi e musiche di Austin Carlile, Alan Ashby e Aaron Pauley.
1. Feels Like Forever (Live) – 3:12

## Classifiche
| Classifica (2014)             | Posizione massima |
| ----------------------------- | ----------------- |
| Stati Uniti (mainstream rock) | 27                |